# Karl Overbeck
Karl Kuno Overbeck (* 26. August 1909 in Stromberg (Hunsrück); † 2. Januar 1972 in München) war ein deutscher Diplomat.

## Leben
Zu Overbecks Vorfahren gehört der Maler Friedrich Overbeck.
Karl Overbeck studierte Rechtswissenschaft an der Rheinischen Friedrich-Wilhelms-Universität Bonn, der Albertus-Universität Königsberg, in Cambridge, Dublin und Paris. Seit 1928 wa Mitglied des Corps Rhenania Bonn. Nachdem er die Erste juristische Staatsprüfung abgelegt hatte und 1933 Mitglied der Sturmabteilung geworden war, wurde er 1934 als Attaché in den deutschen Auswärtigen Dienst einberufen. Er fand Verwendung in der Zentrale und ab 1935 bei der Vertretung in Helsinki. Von 1937 bis 1941 war er Legationssekretär bei der Gesandtschaft in Budapest. Am 18. Dezember 1939 beantragte er die Aufnahme in die NSDAP und wurde zum 1. Juli 1940 aufgenommen (Mitgliedsnummer 7.685.760). Ab 1941 arbeitete er wieder in Berlin. Von 1942 bis 1944 war er als Soldat der Wehrmacht an der Kriegsfront.
Nach Kriegsende arbeitete er zunächst als Handwerker in einer Sattlerei und danach als Wirtschaftsredakteur. 1949 trat er wieder in den Auswärtigen Dienst in Bonn, zunächst als Leiter des Sprachendienstes. Ab 1950 arbeitete er als Gesandtschaftsrat an der Pariser Botschaft, ging 1951 zur Gesandtschaft nach Stockholm und kehrte 1952 als Vortragender Legationsrat nach Bonn zurück. Von 1956 bis 1961 war Overbeck Generalkonsul und Leiter der bundesdeutschen Handelsvertretung in Helsinki.
1963 erteilte die Regierung von Südafrika Overbeck das Agrément als Botschafter der Bundesrepublik Deutschland in Pretoria.
Am 2. Oktober 1968 empfing der irische Präsident Éamon de Valera Oberbeck zur Entgegennahme von dessen Akkreditierungsschreiben als Botschafter.
Von 1963 bis 1969 war Overbeck Ministerialdirigent und Vertreter des Leiters in der Kulturabteilung des Auswärtigen Amts.